# Michał Kleofas Ogiński
Michał Kleofas Ogiński (sinh năm 1765 tại Guzów, gần Warszawa, mất năm 1833 tại Florence) là nhà soạn nhạc người Ba Lan. Ông là một trong những nhà soạn nhạc Ba Lan xuất sắc thuộc thời kỳ âm nhạc Cổ điển.

## Cuộc đời và sự nghiệp
Michał Ogiński học nhạc với thầy A. Viotti. Năm 1794, ông tham gia vào cuộc khởi nghĩa do Kościuszko lãnh đạo. Khởi nghĩa này kết thúc trong thất bại. Chính vì vậy, để bảo vệ chính mình, Ogiński đã phải chạy sang Ý, Thổ Nhĩ Kỳ và Pháp và sống cuộc đời lưu vong. Cuối cùng, ông ra đi tại nơi đất khách quê người, thành Florence của nước Ý.

## Phong cách sáng tác
Tầm quan trọng trong các sáng tác của Ogiński được thể hiện ở chỗ ông luôn tìm tòi thể nghiệm để sáng tạo ra lĩnh vực âm nhạc dân tộc độc đáo của Ba Lan trên cơ sở của thể loại âm nhạc sinh hoạt (trước tiên là trong các bản polonaise).

## Các tác phẩm
Ogiński đã sáng tác 1 vở opera, hơn 20 bản polonaise, nổi tiếng hơn cả có Vĩnh biệt quê hương, những bản mazurka, các bản waltz, những bản romance và các bài hát.